# Пиргос Сани
Пиргос Сани (грч. Πύργος Σανή) је приморско насељено место у општини Касандра у периферији Средишња Македонија, Грчка. Према попису из 2021. године био је 11 становник.
Насеље је подигнуто осамдесетих година 20. века и први пут се помиње на попису из 1991. године са четири становника.